# Eric Adlercreutz
Carl Eric Alfred Adlercreutz, född 14 december 1935 i Helsingfors, är en finländsk arkitekt.
Åren 1959–65 samarbetade han med Alvar Aalto och sedan 1962 driver han egen byrå. Hans stil präglas av modernismen. År 2001 erhöll han, tillsammans med makan Gunnel Adlercreutz, Svenska kulturfondens specialpris i arkitektur.
Makarna Adlercreutz är bosatta i ett egenritat hus i Kyrkslätt.

## Utmärkelser
- Riddartecknet av I klass av Finlands Lejons orden[5]

[Redigera Wikidata]

## Verk i urval
- Motel Marine i Ekenäs, 1966
- Finlands ambassad i Warszawa, 1975
- Villmanstrands musikinstitut, 1989
- Raumo stadshus, 1991
- Esbo församlingshem, 1995
- restaurering av Kastelholms slott på Åland, 1975–2001

### Uppslagsverk
- Adlercreutz, Eric i Uppslagsverket Finland (webbupplaga, 2012). CC-BY-SA 4.0